# Método de ensaio

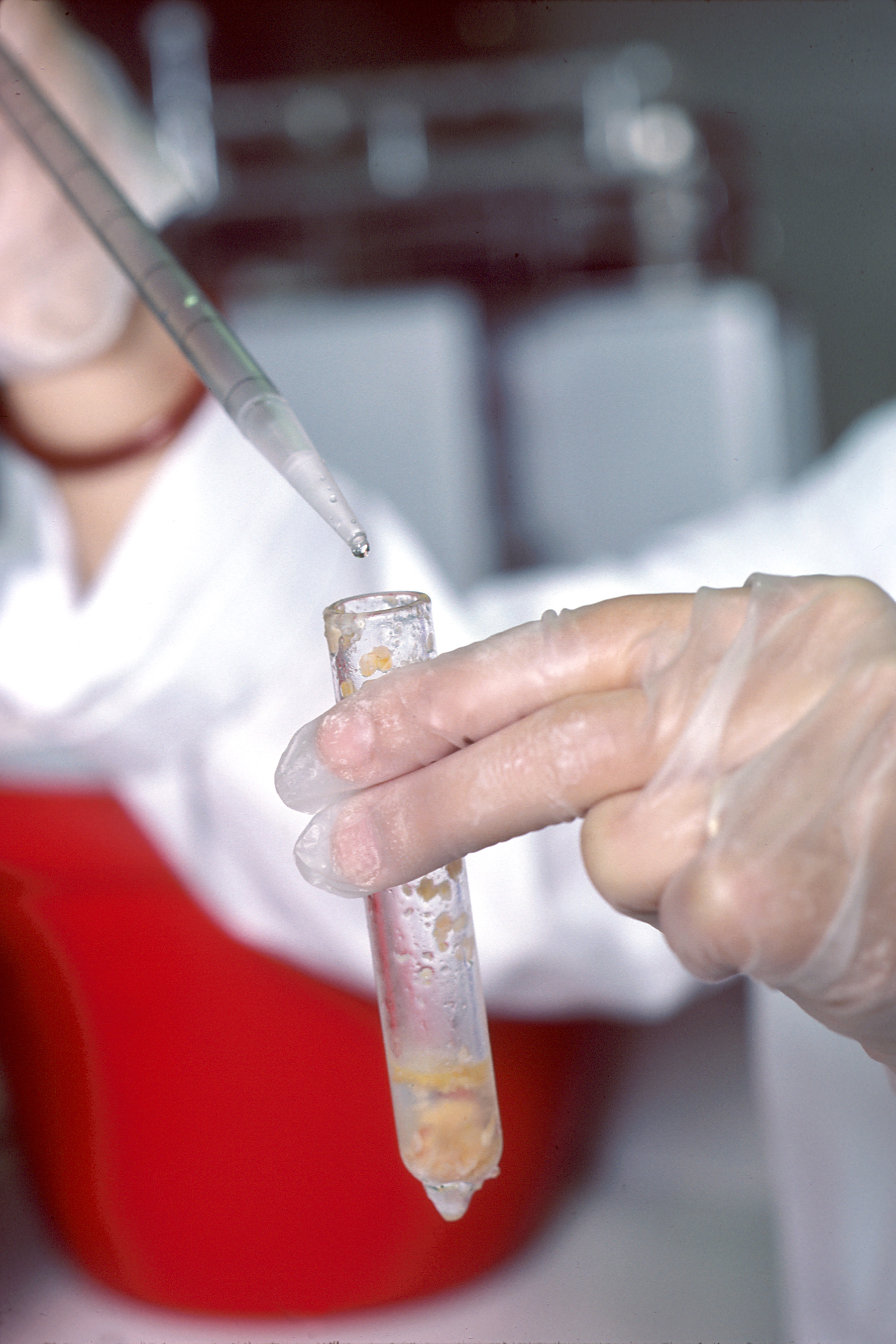
Ensaio Químico

Método de ensaio é um método para um ensaio em ciência ou engenharia, tais como: físico,químico e estatístico. É um procedimento definitivo que produz um resultado de teste.
Um ensaio pode ser considerado uma operação técnica ou procedimento que consiste de determinação de uma ou mais características de um dado produto, processo ou serviço de acordo com um processo especificado. Frequentemente o ensaio pode ser parte de um experimento.
O resultado do ensaio pode ser qualitativo (sim ou não) ou quantitativo (mensuração de valor). Normalmente, o resultado do ensaio é a variável dependente, a resposta medida com base nas condições específicas do teste ou o nível da variável independente. Alguns ensaios, no entanto, podem envolver a alteração da variável independente para determinar o nível ao qual ocorre uma certa resposta: nesse caso, o resultado do teste é a variável independente.